# Комбинированный двигатель внутреннего сгорания
Комбинированный двигатель внутреннего сгорания (комбинированный ДВС) — двигатель внутреннего сгорания, представляющий собой комбинацию из поршневой (роторно-поршневой) и лопаточной машины (турбина, компрессор), в котором в осуществлении рабочего процесса участвуют обе машины.

## Схемы комбинированных ДВС

### Схемы с механической связью поршневых и лопаточных машин
- Поршневой ДВС с лопаточным нагнетателем — простейший и наиболее старый тип комбинированных ДВС. Лопаточный компрессор-нагнетатель приводится в действие через механическую передачу от коленчатого вала поршневого ДВС. В лопаточной машине происходит часть процесса сжатия заряда. Широко применялся до 60-х годов в авиации (например, на самолете Ан-2), а также на судовых высокофорсированных дизелях М400. К достоинствам следует отнести хорошую согласованность производительности нагнетателя и потребности поршневой машины в свежем заряде как в установившемся режиме работы, так и в режиме разгона. Основной недостаток — значительный отбор полезной мощности от поршневой машины, из за чего эта схема в новых типах двигателей применяется сравнительно редко.
- Поршневой ДВС с дополнительной турбиной, отдающей мощность на коленчатый вал — в этой схеме энергия отработавших газов поршневого ДВС совершает работу в газовой турбине, которая, посредством механической передачи поступает на коленчатый вал поршневого двигателя. То есть часть процесса расширения происходит в лопаточной машине (газовой турбине). К достоинствам схемы следует отнести преобразование энергии отработавших газов в механическую, что позволяет повысить КПД агрегата. К недостаткам следует отнести сложность согласования моментно-скоростных характеристик поршневого ДВС и газовой турбины (для этих целей приходится применять гидротрансформатор). Наилучшие результаты достигаются при работе поршневого ДВС при высоких давлениях наддува (от приводного компрессора или турбокомпрессора). На практике такая схема (под торговой маркой Turbo Compound используется в двигателях большегрузных автомобилей Scania.
- Поршневой ДВС с лопаточным нагнетателем и дополнительной турбиной, отдающей мощность на коленчатый вал, — комбинация двух вышеуказанных схем.
- Газотурбинный ДВС c поршневым компрессором — в лопаточной машине (газовой турбине) осуществляются процессы сгорания и расширения, а поршневая машина, приводимая в движение от газовой турбины, используется для сжатия заряда. Информация о практической реализации подобной схемы отсутствует.

### Схемы с газовой связью поршневых и лопаточных машин
- Поршневой ДВС с турбокомпрессором — отработавшие газы поршневого ДВС совершают работу в газовой турбине, которая приводит в действие лопаточный компрессор, обеспечивающий наддув поршневого ДВС. Данная схема, называемая турбонаддувом, в настоящее время получила очень широкое распространение, так как позволяет получать высокие литровые мощности поршневых ДВС, не расходуя на наддув полезную мощность, развиваемую поршневой машиной. Однако по приемистости ДВС с турбонаддувом уступают ДВС с приводным компрессором, что обусловлено инерцией ротора турбокомпрессора и инерцией газов во впускном и выпускном трактах. Для устранения указанного недостатка на автомобилях и тепловозах применяют ДВС, снабженные несколькими турбокомпрессорами, имеющими рабочие колеса с малым моментом инерции и расположенные в непосредственной близости от впускных и выпускных клапанов. На тракторах и судах, где специальных требований к приемистости не предъявляется, наоборот, применяются турбокомпрессоры с крупногабаритными рабочими колесами, которые лучше переносят длительную работу в режимах, близких к максимальной мощности.
- ДВС с турбиной для привода вспомогательных агрегатов — для привода вспомогательных агрегатов (электрогенераторов, систем кондиционирования воздуха) могут использоваться газовые турбины, использующие энергию отработавших газов ДВС (в том числе и оснащенных турбонаддувом). Такой способ нашел применение на речных и морских судах для привода электрических генераторов, так как привод генератора от коленчатого вала низкооборотистого судового двигателя затруднен. На речных судах типа «Заря» (выпущенных в 80-х годах) и «Восход»  газовая турбина служила приводом компрессора системы кондиционирования воздуха.
- Поршневой ДВС с наддувом в роли генератора горячего газа с отбором мощности от газовой турбины — при высоком давлении наддува двигателя внутреннего сгорания большая часть энергии, выделяемой в ходе рабочего процесса, уходит с отработавшими газами. Удельная мощность такой газовой струи весьма высока, что позволяет использовать её в газовой турбине. Рассматриваемая схема получила распространение, хотя и ограниченное, в стационарных силовых установках, там, где требуется получение большой мощности при высокой частоте вращения выходного вала — свыше 6000 об/мин. В качестве поршневого ДВС-генератора газа преимущественно используются свободно-поршневые генераторы газа. С развитием стационарных газотурбинных ДВС применение рассмотренной схемы сокращается.
- Газотурбинный ДВС в роли компрессора воздуха, отдаваемого в поршневой двигатель — часть воздуха (как правило, большая), сжимаемого в газотурбинном ДВС, отводится в поршневую машину — пневматический двигатель или поршневой ДВС в режиме пуска сжатым воздухом. Схема нашла применение в системах пуска крупных судовых, стационарных, а также танковых двигателей. Рассматривался подобный вариант и для привода локомотивов (при этом двигатель-компрессор, установленный на паровозе вместо котла, должен был питать сжатым воздухом цилиндры паровой машины).

## История появления комбинированных ДВС
Создание комбинированных ДВС связано с попытками устранить недостатки, присущие поршневым двигателям внутреннего сгорания, выявленные еще на ранних этапах их развития.
Одним из существенных недостатков поршневого двигателя внутреннего сгорания является то, что значительное количество энергии (тепловой и кинетической), получаемой при сжигании топливно-воздушной смеси в цилиндрах, уносится с отработавшими газами, не совершая работы в поршневой машине. Другим недостатком чисто поршневых двигателей внутреннего сгорания является невозможность получения больших значений мощности на единицу рабочего объема, что связано с ограниченным количеством воздуха (смеси), всасываемого в цилиндр в процессе впуска, а именно — давление воздуха (смеси) в цилиндре в конце такта всасывания всегда будет меньше атмосферного. Последний недостаток особенно остро проявляется в авиации, где по мере набора высоты из-за снижения атмосферного давления ухудшалось наполнение цилиндров, и, следовательно, падала мощность поршневых двигателей.
Для улучшения наполнения цилиндров авиационных ДВС, особенно на больших высотах, в 30-х годах 20-го века стали применять предварительное сжатие воздуха в лопаточном компрессоре (нагнетателе), приводимом в действие от коленчатого вала двигателя внутреннего сгорания. В такой комбинированной машине часть теплового цикла ДВС, а именно часть цикла сжатие осуществлялось в лопаточном копмрессоре. В такте впуска воздух (горючая смесь) поступал в цилиндр двигателя под избыточным давлением, что увеличивало массу заряда. Это позволило, во-первых, повысить мощность двигателей без увеличения рабочего объема (и соответственно массы двигателя) и без повышения числа оборотов (повышение числа оборотов снижает КПД воздушного винта и увеличивает механические потери в двигателе). Также решилась проблема падения мощности на больших высотах.
Однако на привод лопаточного компрессора от коленчатого вала затрачивалась часть (притом весьма существенная — порядка 10 % — 20 %) мощности двигателя, а возможность отбора возросшей при наддуве мощности отработавших газов не использовалась.
С развитием газовых турбин в 50-х, 60-х годах появилась возможность осуществлять привод лопаточного компрессора нагнетателя не от коленчатого вала, а от газовой турбины, приводимой в действие энергией отработавших газов поршневой машины. Возникли двигатели с турбонаддувом, которые в настоящее время получили весьма широкое распространение.
Другие схемы комбинированных ДВС используются для решения специфических задач и широкого применения не нашли.